# Minoisk kultur
Den minoiske kultur var en præ-hellensk bronzealder-kultur fra ca. 3100 f.Kr. til ca. 1450 f.Kr.. Den havde sit politiske centrum i Knossos på Kreta. Den er opdaget i nyere tid og opkaldt efter kong Minos, der kendes fra græsk mytologi.
Minoerne var som fønikerne primært handelsfolk, der sejlede vidt og bredt i Middelhavet.
Fra 1700 f.Kr. til 1450 f.Kr blev den minoiske kultur ramt af en række naturkatastrofer, herunder vulkanøen Theras eksplosion. De havde alvorlige negative konsekvenser for livet på Kreta. Omkring 1420 f.Kr. blev øen erobret af de mykenske grækere, hvorefter den minoiske kultur hurtigt forfaldt.